# 合理的選択理論
合理的選択理論 (ごうりてきせんたくりろん、英: rational choice theory) とは、行為者の合理性を大前提とする社会理論のことである。経済学を中心に発達したが、2006年現在で政治学でも一定の勢力を持っているし、社会学ではまだまだマイノリティであるが、一部に強力な支持者がいる。方法論的個人主義により、社会の中の様々な現象を捉えようとする考え方の一つである。また方法論的個人主義と並んで個人の合理性が合理的選択理論の前提的な仮定だが、合理性とは個人が自己の効用を最大化するように行動することを指す（個人的合理性）。

## 経済学と合理的選択理論
近代経済学、とくにその主流となる新古典派経済学の古典的形態では、個人ないし企業などの経済主体がみずからの行為を合理的に選択すると考えて全理論を構成していた。たとえば、浦井憲と吉町昭彦は、経済学(ミクロ分析)は、「合理性による社会の把握」であり、それが「経済学の限界でありまた同時に意義」であると述べている。
より具体的には、消費者は予算制約のもとでみずからの効用を最大化し、企業は可能に生産可能な範囲で利潤を最大化すると、ミクロ経済学は考える。その画期的かつ古典的・典型的な成果は、アローとドブリューの「競争均衡理論」である。この意味で、新古典派の経済理論は、すべて合理的選択理論に基づいていると言ってよい。
ただ、現実の市場においては、個人は完全に自由とは限らず、契約の不完備性や情報の不完全性、将来の不確実性など、様々な制約が存在する。これらの場合、不完備契約の理論や情報の経済学などにより補正されるが、これらの行動を単純に合理的選択ということはできない(モラルハザードや逆選択)。また、複数の行為者同士の相互作用とその結果が、当事者たち(プレーヤー)たちの選択する戦略に依存する場合、最大化という考え方ではよい戦略決定をすることができない。このような状況を、経済学はゲームの理論で説明している。ゲームの理論では、解(均衡)の多くで、プレーヤーの行動を合理的な選択の結果と見なすことができるが、囚人のジレンマが示すように、どう行動するのが合理的か判別しがたい場合がある。最近のゲームの理論では、プレイヤーの限定合理性を前提にするのが当然とされている。プレーヤーの行動は、最適解が存在するときでも、そのように行動するとはかならずしも考えられていない(特異的戦略 idiosyncratic play)。とくに進化ゲームでは、プレーヤーの合理性(合理的な情報処理能力)はほとんどで0と前提されている。
合理的選択理論やゲーム理論は、最近、とくに公共経済学や公共選択、公共政策の分野で注目されているが、理論経済学の主流は、むしろ限定合理性を前提にした行動理論に移行しつつある。公共経済学や公共選択では、政府の行動とそれに対する人々の行動が問題になる。そこでは市場での自由競争では、十分な供給と状態の維持が不可能な公共財について、説明することが重視されている。社会秩序も公共財の一つであり、その意味で、社会学における秩序問題と、公共財の研究は同じである。この場合、政府が考えなければならないのは、真の意味の合理的選択行動ではなく、相手に出し抜かれない程度の推察である。二者二択ゲームのような単純かつ限定された設定において合理的選択理論は一定の有効性をもつと考えられている。
ケインズ経済学、オーストリア学派の経済学、さらには進化経済学や複雑系経済学も、合理的選択理論とその拠って立つ方法論的個人主義を否定している。ケインズ経済学には、その内部にさまざまな傾向・流派を包含させており、その方法論は単一ではない。たとえば、ニュー・ケインジアンたちは、価格さえ速く調整されれば、経済は完全雇用均衡に到達すると考えている。その意味でかれらは、背後に合理的個人と合理的選択を仮定していると考えられる。それに対し、ケインズ自身は、美人投票の譬えに代表されるように、人間の経済行動を合理的な選択に基づくものとは考えていなかった。ケインズのフェロー論文は『確率論』(1921)と題されているが、これは未知の未来について、ある確率分布を想定して、行動等を最適化するというものではない。ケインズのいう「確率」は、フランク・ナイトが危険と区別した意味での不確実性(uncertainty)を意味していると理解されている。ポスト・ケインジアンとニュー・ケインジアンの対立も、究極的にはここにあると考えられる。
オーストリア学派は、19世紀末の限界革命と同時的に成立したが、マーシャルやワルラスに代表される新古典派経済学とは、かなり異なる経済思想をもち、現在も新古典派経済学の主流に統合されているとはいえない。ミーゼスLudwig von Misesの『ヒューマン・アクション』は、彼独自の「実践学praxeology」に基づいて公理論的に組み立てられており、人間は経済計算により目的に合わせて最善の選択をすると考えている。これに対し、ハイエク は同じ方法論的個人主義にたちながらも、人間の合理的計算能力の限界を強調した。
進化経済学は、19世紀末のソースティン・ヴェブレンにまで遡る。進化経済学は、オーストリア学派の影響を強く受け、人間行為の結果ではあるが意図して設計したものではないものに注目している。人間行動・企業行動の理解においても、行動の進化を強調し、合理的選択理論を否定している。複雑系経済学は、合理的選択(効用の最適化・利潤の最大化)が不可能なことを出発点としており、習慣やルーティンなど、さまざまな定型行動がいかに生まれ、なぜそのような行動が一定の有効性を維持できるかが考察されている。
合理的選択理論は経済学を起源とするものだが、古典的な形態(ないし教科書的形態)では標準とされているが、経済学での理論研究の大勢はその有効性をうたがうものとなりつつある。

## 政治学と合理的選択理論
政治現象を自己の利益・効用を最大化しようと行動するアクターの相互作用の総体として捉えるのが、政治学における合理的選択論である。1950年代より経済学的アプローチを政治現象の分析に取り入れる形でスタートした。政治学における合理的選択理論とは統一された一つの理論を指すわけではなく、方法論的個人主義と個人の合理性を仮定するかなり幅広いアプローチを総称した用語である。従っていくつかの分野が合理的選択理論に分類される。その代表的なものは公共選択論と実証政治理論である。にもかかわらず、しばしば合理的選択理論と公共選択論は同じものとして扱われることがある。また経済学的方法論を応用することから、政治経済学として扱われる場合がある。
政治学において合理的選択理論が移入される以前から、経済学者ケネス・アローは集合的意思決定に関する先駆的研究を行っている。その知見は一般可能性定理（不可能性定理）として知られており、合理的選択理論のうち特に社会的選択理論（集合的選択理論）と呼ばれる分野を確立した。
政治学における合理的選択理論の確立に大きな役割を果たしたのがアンソニー・ダウンズと彼の著書「民主主義の経済理論」（1957）である。さらにダウンズの示したモデルに多大な影響を与える先駆的業績を残したダンカン・ブラックの名も挙げることができる。これらの業績により合理的選択理論は、集合的決定のみならず政党や政治家、官僚、有権者といった多様な政治的アクターの行動とその相互作用を射程に収める事が可能となった。すなわち、マクロの政治現象や政治過程をミクロの視点から分析しミクロな基礎付けを行う理論として合理的選択理論が確立されたわけである。
合理的選択理論の最も代表的なアプローチは公共選択論と実証政治理論であり、この二つは厳密には区別されなければならない。もっとも近年ではこの二つの理論の間の接近が図られており、区別がつかないほどになっている。例えば公共選択論の最も包括的なテキストであるPublic Choice III（Dennis Mueller著、2003年、Cambridge University Press）においては、本来実証政治理論で発達した投票ルールや意思決定の理論を扱っている。その意味では合理的選択理論は統合された一つのアプローチという方向へ向かっているとも言える。ここでこの二つのアプローチを概説しておくことにする。公共選択論は、経済学者でもあるジェイムズ・ブキャナンに率いられた経済学者或いは政治学者達により発展を遂げた。公共選択論は政治を交換のシステムとみなす。すなわち彼らによると、政治過程は合意の上で様々なサーヴィスとコストの負担とを交換するプロセスである。その上で公共選択論は交換のシステムとしての政治を、市場における部分均衡分析と同様の手法で分析する。一方の実証政治理論は、ウィリアム・ライカーを中心とした政治学者のグループにより開拓され発達した。実証政治理論の研究者たちは、公共選択論者とは異なり個人の選好から集団的な決定を導くプロセスとして政治を捉えた。彼らは主に社会的選択理論とゲーム理論とを基礎に政治を分析する。
政治学の分析における制度的文脈の軽視が批判されるようになると、合理的選択理論も次第に制度の分析に取り組み始める。こうして合理的選択新制度論が確立されることとなる。アクターと、その行動を意味づけ媒介し拘束する制度の相互作用に着目する理論である。同時に合理的選択新制度論は、制度がアクターの合理的・戦略的行動の帰結として生成することを強調する立場をとる。
個人は効用最大化を行動原理とするという個人の合理性は強すぎる仮定であり現実にはそぐわないとの批判を受けて、近年一部の研究者は合理性に代えて限定合理性の概念を導入しようと図っている。限定合理性においては、個人は効用を最大化しようと行動するのではなく、満足化を図ると仮定する。すなわちこれは次のようなことを意味する。合理性という概念では、個人は可能な限りの全ての選択肢を吟味しそれを効用という観点から順序付けることが求められる。そのようにして初めて人は自らの効用を最も大きく出来るからだ。しかし限定合理性を主張する論者たちは二つの観点から合理性の概念を批判する。一つは環境的な制約という観点である。彼らはこの観点から人間の選択しうる選択肢が非常に多く、選択に関わる情報量が膨大であるために最大化行動をとれないと考える。もう一つは人間の認識の限界という観点である。つまり人間は数多い選択肢を全て把握できない、すなわち選択に関わる膨大な情報を処理できないというわけだ。このことから限定合理性を主張する論者達は、個人は合理的であろうとし効用を最大化しようと目指すが、認識の限界から最大化することは出来ず選択肢の一部を比較して効用の観点から比較的満足できるものを選択するという満足化しかなし得ないと論ずる。
合理的選択理論は政治学の様々な分野に影響を及ぼし、きわめて重要な方法論となっている。その影響力は従来の公共選択論や実証政治理論の範囲に留まらない。例えば政治哲学においてもジョン・ロールズやロバート・ノージック以降、合理的選択理論の前提となるアクターの合理性に立脚した理論が多く見られる。国際関係論にあってはリアリズム（ネオリアリズム）とネオ・リベラル制度主義という2つの重要なアプローチが合理的選択理論の方法論を受け入れている。

## 社会学と合理的選択理論
行為がしばしば合理的に選択される（少なくとも合理的であるかのように見える）ことは、社会学の成立したころからよく知られていた。ヴィルフレド・パレートは、論理的行為と非論理的行為に行為一般を分類したし、マックス・ヴェーバーは、目的合理的行為、価値合理的行為、伝統的行為、感情的行為の四類型を考案した。
また、1960年代、G.C.ホーマンズが交換という概念を経済的交換から社会的交換へと拡張する理論をつくりだした。G.C.ホーマンズによれば、相互行為とは互いに相手が欲しいと思っているものを与えあう行為としてみることができる。社会的交換に対して、「剥奪−飽和命題」および「合理的命題」をたて、経済的交換における類似の命題体系が社会的交換においても定型化できるとした。さらに、ジェームズ・コールマンはミクロ経済学が経済的交換の分析から一般均衡理論をつくったように、社会的交換の分析から社会システムの理論をつくることを試みた。ジェームズ・コールマンはゴブ・ダグラス型の効用関数やエッジワース型のボックス・ダイヤグラムを適用することによって示そうとしたのは、二人の行為者の間の相互行為としての交換というミクロの事象を、G.C.ホーマンズのようにミクロの事象としてのレベルだけにとどめないで、多数のそのような交換の相互依存からなるシステム全体の中に位置づけるというマクロ視点をとることの有用さを示すことを目的としていた。
しかし、社会学の力点は、一見合理的に見える行為の非合理的な側面におかれることが多い。例えば、個人の予言が集積すると、実現してしまうことがある（予言の自己成就）。例えば、仮に冗談で、ある銀行がつぶれるらしいと言い、その情報を多くが信じて一斉に預金を引き落とすと、取り付け騒ぎとなり銀行が倒産することがある。また、個人の合理的な判断が集積した結果として、社会的によくない結果が起こることを社会的ジレンマ現象という。例えば、多くの個人が便利さを追求して自家用車を使えば、大気汚染や渋滞が起き公共交通システムは衰退する。現実にこのような社会現象はよく起きている。